# Felice Bonetto

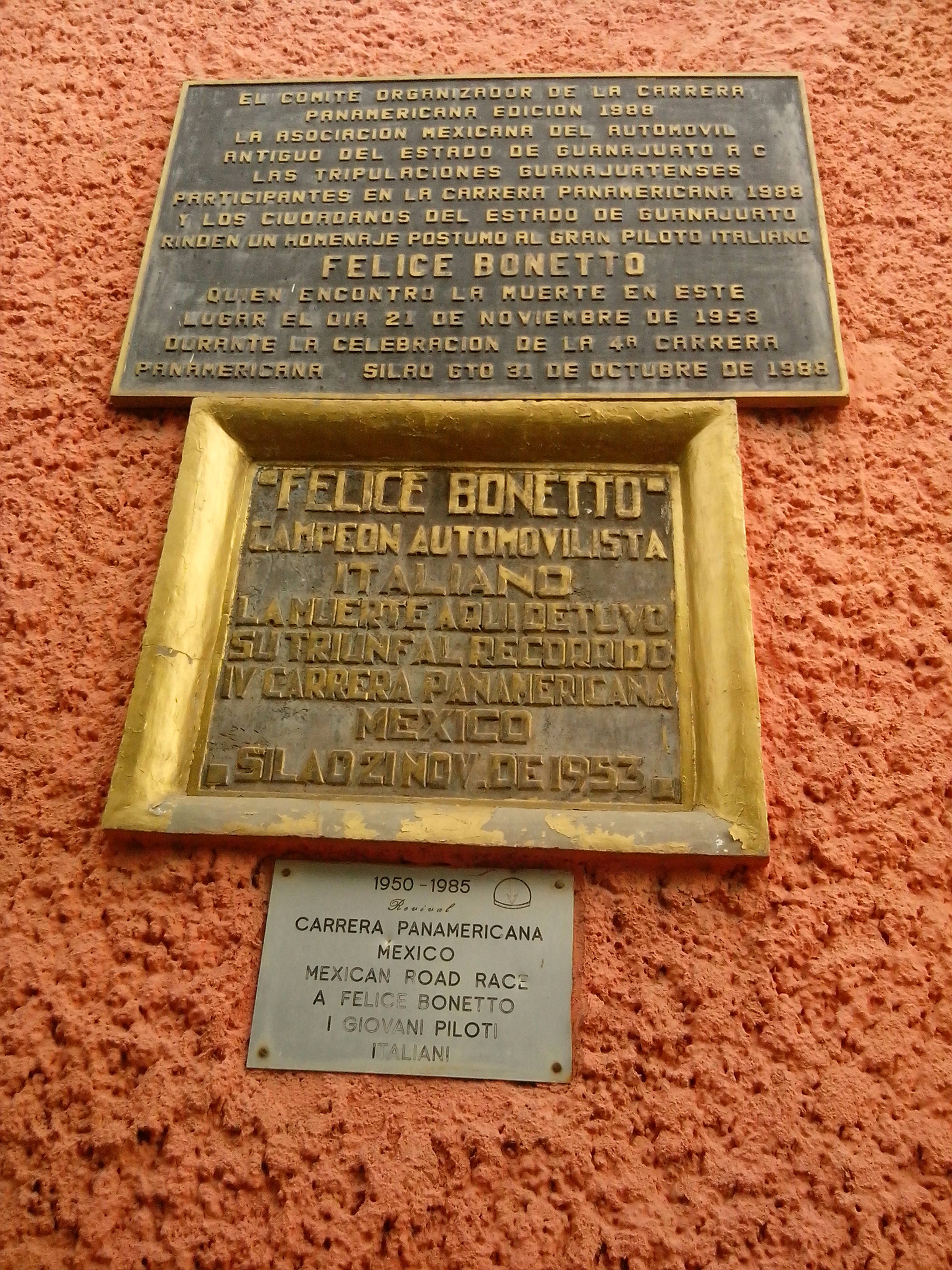
Conmemorativa

Felice Bonetto (Brescia, 9 de junio de 1903-Silao, 21 de noviembre de 1953) fue un piloto de automovilismo italiano. En Fórmula 1 disputó 16 Grandes Premios y obtuvo 2 podios. Falleció en 1953 compitiendo la Carrera Panamericana, en México.

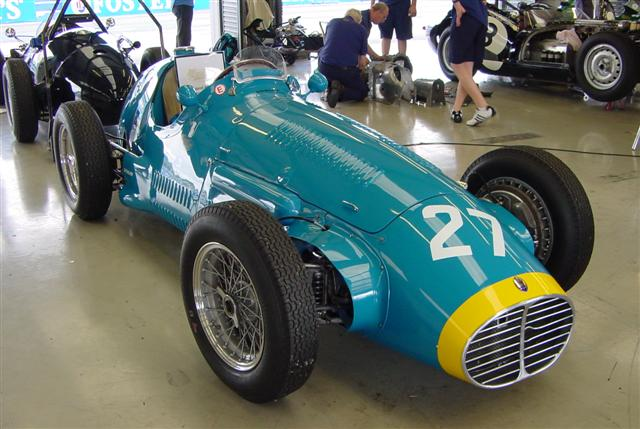
Maserati A6GCM, como el que utilizó en sus últimos dos años en Fórmula 1.

## Resultados

### Fórmula 1
(Clave) (negrita indica pole position) (cursiva indica vuelta rápida)

| Año     | Escudería                 | 1       | 2   | 3      | 4     | 5       | 6       | 7       | 8      | 9       | Pos. | Puntos |
| ------- | ------------------------- | ------- | --- | ------ | ----- | ------- | ------- | ------- | ------ | ------- | ---- | ------ |
| 1950    | Escudería Milano          | GBR DNP | MON | 500    | SUI 5 | BEL     | FRA Ret | ITA DNS |        |         | 19.º | 2      |
| 1951    | Alfa Romeo SpA            | SUI     | 500 | BEL    | FRA   | GBR 4   | GER Ret | ITA 3   | ESP 5  |         | 8.º  | 7      |
| 1952    | Officine Alfieri Maserati | SUI     | 500 | BEL    | FRA   | GBR     | GER DSQ | NED     | ITA 5  |         | 16.º | 2      |
| 1953    | Officine Alfieri Maserati | ARG Ret | 500 | NED 3‡ | BEL   | FRA Ret | GBR 6   | GER 4   | SUI 4‡ | ITA Ret | 9.º  | 6.5    |
| Fuente: |                           |         |     |        |       |         |         |         |        |         |      |        |

### 24 Horas de Le Mans
| Año     | Equipo          | Copilotos      | Automóvil          | Clase | Vueltas | Pos. | Pos. Clase |
| ------- | --------------- | -------------- | ------------------ | ----- | ------- | ---- | ---------- |
| 1952    | Scuderia Lancia | Enrico Anselmi | Lancia Aurelia B20 | S2.0  | 247     | 8.º  | 2.º        |
| 1953    | Scuderia Lancia | Gino Valenzano | Lancia D20         | S8.0  | 66      | DNF  | DNF        |
| Fuente: |                 |                |                    |       |         |      |            |